# Са Мела (Сасари)
Са Мела је насеље у Италији у округу Сасари, региону Сардинија.
Према процени из 2011. у насељу је живело 138 становника. Насеље се налази на надморској висини од 437 м.